# Aegisub
Aegisub é um programa gratuito de código aberto voltada na criação e edição de legendas. Amplamente utilizada por fansubS com o intuito de fazer traduções não oficiais de vídeos.

Resumidamente, ele pode ser utilizado para a equalização e ajuste de tempo das legendas, tradução, diagramação, efeito de "karaokê". Permite a verificação da qualidade da legenda. Apesar de alguns preferirem utilizar outros programas em conjunto para finalidades específicas, como o Adobe After Effects para a diagramação.

## Ligações Externas
- «Site Oficial» (em inglês)
- «Blog Oficial» (em inglês)
- «Canal IRC»
- «Manual do usuário» (em inglês)